# Al Hamriya Sports Club Stadium
El Estadio del Club Deportivo Al Hamriya (en inglés Al Hamriya Sports Club Stadium) es un estadio de fútbol en el municipio de Al Hamriyah, de la ciudad de Sharjah, Emiratos Árabes Unidos, con una capacidad de 5.000 espectadores. Es utilizado principalmente por Al Hamriyah SC.
El estadio ha sido sede de partidos amistosos de selecciones nacionales de fútbol, el 22 de diciembre de 2014, Irak empató 1-1 con Kuwait, y el 23 de febrero de 2020, Uzbekistán perdió ante Bielorrusia 0-1.